# Greg Pateryn
Gregory Pateryn, född 20 juni 1990, är en amerikansk före detta professionell ishockeyback. Han draftades i femte rundan som 125:e totalt av Toronto Maple Leafs vid NHL Entry Draft 2008 och spelade i National Hockey League (NHL) för Montreal Canadiens, Dallas Stars, Minnesota Wild, Colorado Avalanche, San Jose Sharks och Anaheim Ducks.

## Statistik

### Klubbkarriär
| 2004–05    | Brother Rice High School | HS-MI      | 29  | 2  | 8  | 10 | 42  | — | — | — | — | — |
| 2005–06    | Brother Rice High School | HS-MI      | 24  | 0  | 8  | 8  | 34  | — | — | — | — | — |
| 2006–07    | Brother Rice High School | HS-MI      | 27  | 9  | 19 | 28 | 44  | — | — | — | — | — |
| 2007–08    | Ohio Junior Blue Jackets | USHL       | 60  | 3  | 24 | 27 | 145 | — | — | — | — | — |
| 2008–09    | University of Michigan   | CCHA       | 28  | 0  | 5  | 5  | 32  | — | — | — | — | — |
| 2009–10    | University of Michigan   | CCHA       | 33  | 1  | 5  | 6  | 18  | — | — | — | — | — |
| 2010–11    | University of Michigan   | CCHA       | 40  | 3  | 14 | 17 | 28  | — | — | — | — | — |
| 2011–12    | University of Michigan   | CCHA       | 41  | 2  | 13 | 15 | 65  | — | — | — | — | — |
| 2012–13    | Hamilton Bulldogs        | AHL        | 39  | 7  | 5  | 12 | 27  | — | — | — | — | — |
| 2012–13    | Montreal Canadiens       | NHL        | 3   | 0  | 0  | 0  | 0   | — | — | — | — | — |
| 2013–14    | Hamilton Bulldogs        | AHL        | 68  | 15 | 19 | 34 | 67  | — | — | — | — | — |
| 2014–15    | Hamilton Bulldogs        | AHL        | 53  | 3  | 12 | 15 | 56  | — | — | — | — | — |
| 2014–15    | Montreal Canadiens       | NHL        | 17  | 0  | 0  | 0  | 6   | 7 | 0 | 3 | 3 | 0 |
| 2015–16    | Montreal Canadiens       | NHL        | 38  | 1  | 6  | 7  | 49  | — | — | — | — | — |
| 2015–16    | St. John's IceCaps       | AHL        | 3   | 0  | 0  | 0  | 0   | — | — | — | — | — |
| 2016–17    | Montreal Canadiens       | NHL        | 24  | 1  | 5  | 6  | 4   | — | — | — | — | — |
| 2016–17    | Dallas Stars             | NHL        | 12  | 0  | 3  | 3  | 6   | — | — | — | — | — |
| 2017–18    | Dallas Stars             | NHL        | 73  | 1  | 12 | 13 | 50  | — | — | — | — | — |
| 2018–19    | Minnesota Wild           | NHL        | 80  | 1  | 6  | 7  | 41  | — | — | — | — | — |
| 2019–20    | Iowa Wild                | AHL        | 1   | 0  | 0  | 0  | 2   | — | — | — | — | — |
| 2019–20    | Minnesota Wild           | NHL        | 20  | 0  | 3  | 3  | 6   | — | — | — | — | — |
| 2020–21    | Minnesota Wild           | NHL        | 3   | 0  | 2  | 2  | 0   | — | — | — | — | — |
| 2020–21    | Colorado Avalanche       | NHL        | 8   | 0  | 0  | 0  | 4   | — | — | — | — | — |
| 2020–21    | Colorado Eagles          | AHL        | 10  | 3  | 0  | 3  | 10  | — | — | — | — | — |
| 2020–21    | San Jose Barracuda       | AHL        | 1   | 0  | 0  | 0  | 0   | — | — | — | — | — |
| 2020–21    | San Jose Sharks          | NHL        | 2   | 0  | 1  | 1  | 2   | — | — | — | — | — |
| 2021–22    | Anaheim Ducks            | NHL        | 10  | 1  | 1  | 2  | 10  | — | — | — | — | — |
| 2021–22    | San Diego Gulls          | AHL        | 35  | 2  | 10 | 12 | 20  | — | — | — | — | — |
| NHL totalt | NHL totalt               | NHL totalt | 290 | 5  | 39 | 44 | 178 | 7 | 0 | 3 | 3 | 0 |